# Démonologie

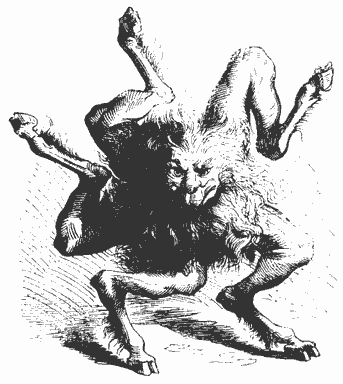
Buer je démon, který učí "Morálku a přírodní filosofii", obrázek z knihy Lemegeton Clavicula Salomonis.

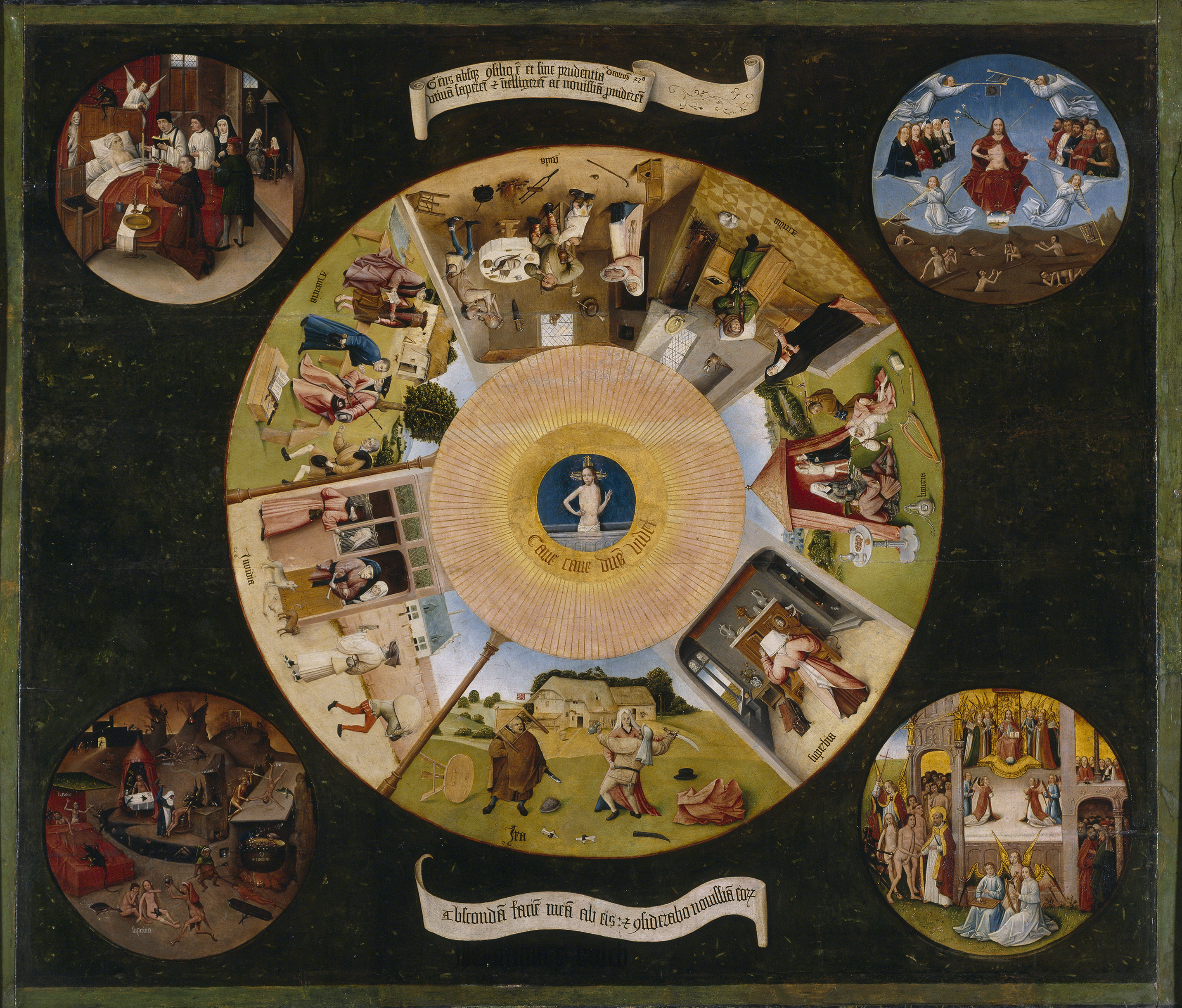
Hieronymus Bosch, Sedm smrtelných hříchů, r. 1485

Démonologie je systematická nauka, která se zabývá démony, jejich vlivem na lidský život a lidské hříchy. Slovo démonologie je utvořeno ze dvou řeckých základů: Daemon (δαίμων [ðaïmon]), znamená démon, ďábel a logos (λόγος), znamená „myšlenka“, „slovo“, „řeč“, „rozum“.[zdroj⁠?!] Opačná nauka je angelologie. Démonologie je ortodoxní součást teologie.
V křesťanství je démonologie postavena na Starém a Novém zákonu jako součást teologického učení. Může na ni být pohlíženo také jako na součást angelologie, kde se hovoří o padlých andělích. Neexistuje často jako samostatná oddělená část teologie, ale nýbrž jen jako komentáře k biblickým textům.

## Úvod
Předmětem výzkumu démonologie je:
- původ a bytí démonů
- počet démonů
- přirozená povaha démonů

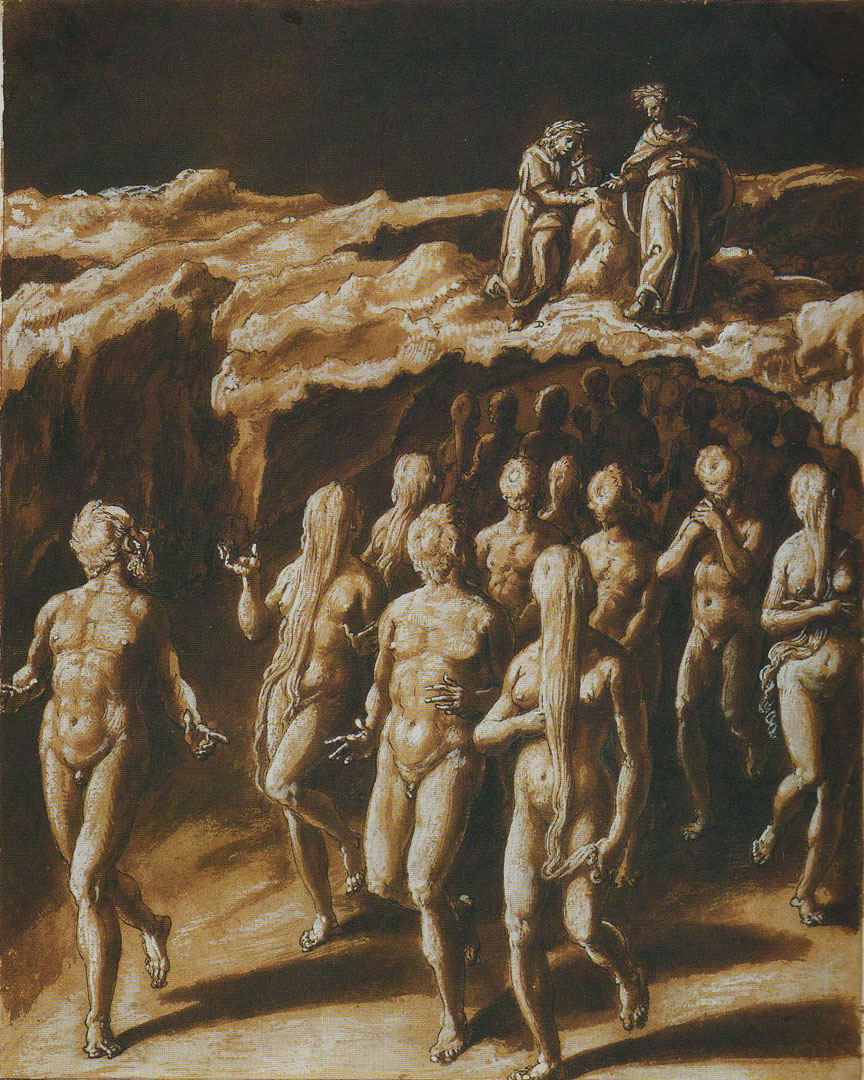
Dante Alighieri, výjev z Božské komedie, Peklo, Canto 20

  - jejich nematerializace, nehmotnost
  - jejich přirozená nesmrtelnost
  - rozum, vůle a síla démonů
- zkouška anděla
- pád anděla
- zamítnutí zlého anděla (démona)
- působení padlého, zlého anděla (démona)
  - pro jednotlivce
    - pokušení k hříchu
    - způsobení psychické bolesti
    - posedlost

  - v božím léčebném úmyslu
    - Působení démonů v božím světovém úmyslu
    - Působení démonů v dějinách
- nepovolené démonické kulty
  - čarodějnictví
  - věštění budoucnosti
  - použití siderického kyvadla
  - černé mše
- řád démonů
- zjevení démonů

Démoni hrají velmi důležitou roli ve filozofii, religionistice a poezii. Jejich pevné místo je v literatuře, v národopisu i v mytologii ale pro historii a religionistiku však zůstane navždy jen součástí náboženství.

## Rozdělení podle vlastností
V historii lidstva se již uskutečnilo mnoho pokusů o vytvoření klasifikace démonů do kategorií; obzvláště v historii křesťanství. Systémy jsou založeny na vlastnostech démona, na hříchu, kterým pokouší člověka nebo na období, ve kterém je démon nejsilnější. Případně také podle jejich oponenta z angelologie, se kterým soupeří. Následuje výpis stěžejních děl, ve kterých autoři pohlížejí na démony z různých hledisek.

### Šalamounův testament
Šalamounův testament je starý testament, pseudoepigrafické dílo, údajně napsané v době mezi 1. – 3. století n. l. králem Šalamounem[nepřesný odkaz], ve kterém Šalamoun důkladně popisuje démony, které zotročil aby mu pomohli postavit jeho chrám. Nastiňuje otázky ohledně úmluvy s démony, která může být zmařena, a dává také odpovědi na to, jak se chovat, abychom sami dokázali ovládnout padlé síly. Datace je velmi sporná, pravděpodobně od 1. století do 3. století, ale je to určitě nejstarší dílo, které se zabývá konkrétním průzkumem jednotlivých démonů.

### Psellova klasifikace démonů
Další rozdělení démonů vytvořil Michael Psellos v 11. století a nepochybně inspiroval Franceska Maria Guazzu, který se této problematice věnoval později.
- Vyhýbají se dennímu světlu a jsou neviditelní lidem
- Démoni ohně, kteří pobývají daleko od nás…

### Spinova klasifikace démonů

"Elixír lásky" od Evelyn de Morgan, připravuje jej čarodějka s černou kočkou u nohou.

Alfonso de Spina roku 1467 připravil rozdělení démonů založené na několika kritériích:
- Démoni osudu
- Goblinové
- Incubus a succubus
- Chodící skupiny a armády démonů
- Čarodějnická zvířata
- Noční můry (něm. Druden)
- Démoni, kteří jsou zrozeni ze spojení démona a existence člověka
- Lháři a zlomyslní démoni
- Démoni, kteří útočí na svaté
- Démoni, kteří pokoušejí staré ženy k čarodějnictví

### Binsfeldova klasifikace démonů
Binsfeldova klasifikace démonů byla publikována roku 1589 Petrem Binsfeldem. Jeho rozdělení je založeno na sedmi hlavních hříších, které vychází z toho, že každý démon pokouší člověka ke spáchání jednoho hříchu.
- Lucifer: pýcha
- Leviathan: závist
- Satan: hněv
- Belphegor: lenost
- Mammon: lakota
- Belzebub: obžerství
- Asmodeus: smilstvo

### Guazzova klasifikace démonů
Francesco Maria Guazzo připravil své rozdělení démonů podle předešlé práce Michaela Psella. Publikoval je v knize Compendium Maleficarum r. 1608.
- Démoni vzduchu vyšší úrovně, nemají vazbu na člověka.
- Démoni vzduchu nižší úrovně, zodpovídají za bouře.
- Démoni země, pobývají na polích, v jeskyních a lesích.
- Démoni vody, démoni ženského rodu, ničí vodní živočichy.
- Démoni podsvětí země, zodpovídají za ochranu skrytých pokladů, způsobují zemětřesení a rozpadávání domů.
- Démoni noci, jsou černí a zlí, vyhýbají se dennímu světlu.

### Michaelisova klasifikace démonů

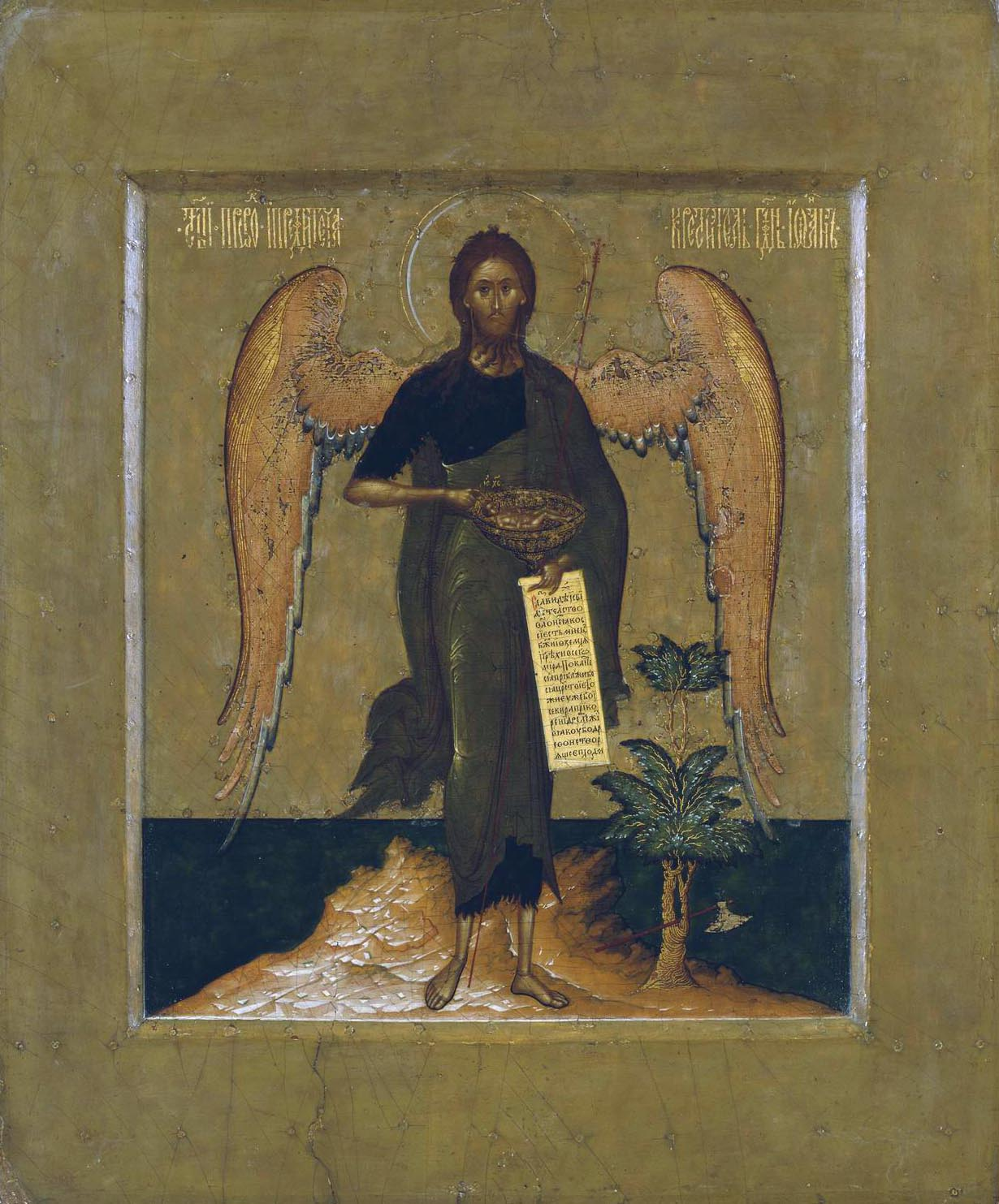
Ikona, sv. Jan Křtitel - Anděl pouště (Stroganova škola, 1620) Tretjakovská Galerie, Moskva.

Roku 1613 Sebastian Michaelis napsal knihu Admirable History, ve které představil rozdělení démonů tak, jak mu našeptával sám démon Berith. Toto rozdělení je založeno na hierarchiích, hříších nebo pokušeních, které byly spáchány. Obsahuje také démonova protivníka, který hříchu dokázal odolat a nepadl.
Hodně jmen svatých jsou ponechána S. Michaelisem bez přídomku, a jen těžko se hledá správný význam. Můžeme se tedy jen dohadovat, jestli například svatý Jan jednou neznamená sv. Jan Křtitel a podruhé sv. Jan Evangelista.

#### První hierarchie
- Belzebub: arogance; protivník Svatý František z Assisi (???)
- Leviathan: zloba, útočí na křesťanské náboženské věřící; protivník Svatý Petr
- Asmodai: smilstvo; protivník Svatý Jan (Jan Křtitel nebo Jan Evangelista)
- Berith: vraždění a rouhání; protivník Svatý Barnabáš
- Astaroth: lenost a marnivost; protivník Svatý Bartoloměj
- Verrin: nesnášenlivost; protivník Svatý Dominik
- Gressil: nemravnost, nečistota a nepoctivost; protivník Svatý Bernard
- Sonneillon: nenávist; protivník Svatý Štěpán

#### Druhá hierarchie

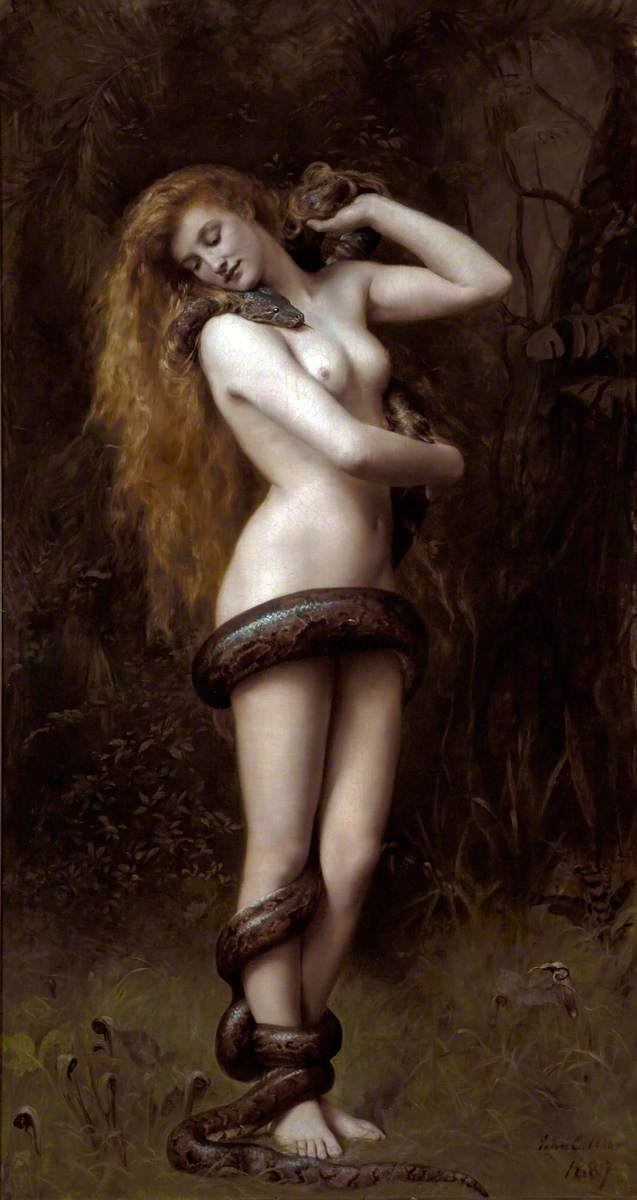
Lilith od Johna Colliera (1892)

- Lilith: první žena Adama, succubus

#### Třetí hierarchie
- Belial: arogance; nepřátelství; protivník Sv. František z Pauly
- Olivier: divokost, nenasytnost a zloba; protivník Svatý Vavřinec
- Jouvart: sexualita; protivník necitován

### Barrettova klasifikace démonů
Francis Barrett, ve své knize Magus (1801), rozděluje démony na prince, kteří představují zlo, na osoby nebo věci:
- Mammon: svůdci
- Asmodai: ohavná pomsta
- Satan: čarodějnice
- Pithius: lháři a lživí démoni
- Belial: podvodník a neprávo
- Merihem: mor a zhoubná nákaza
- Abaddon: válka a zlo proti dobru
- Astaroth: vyšetřovatelé a obviňovatelé

## Klasifikace podle měsíců

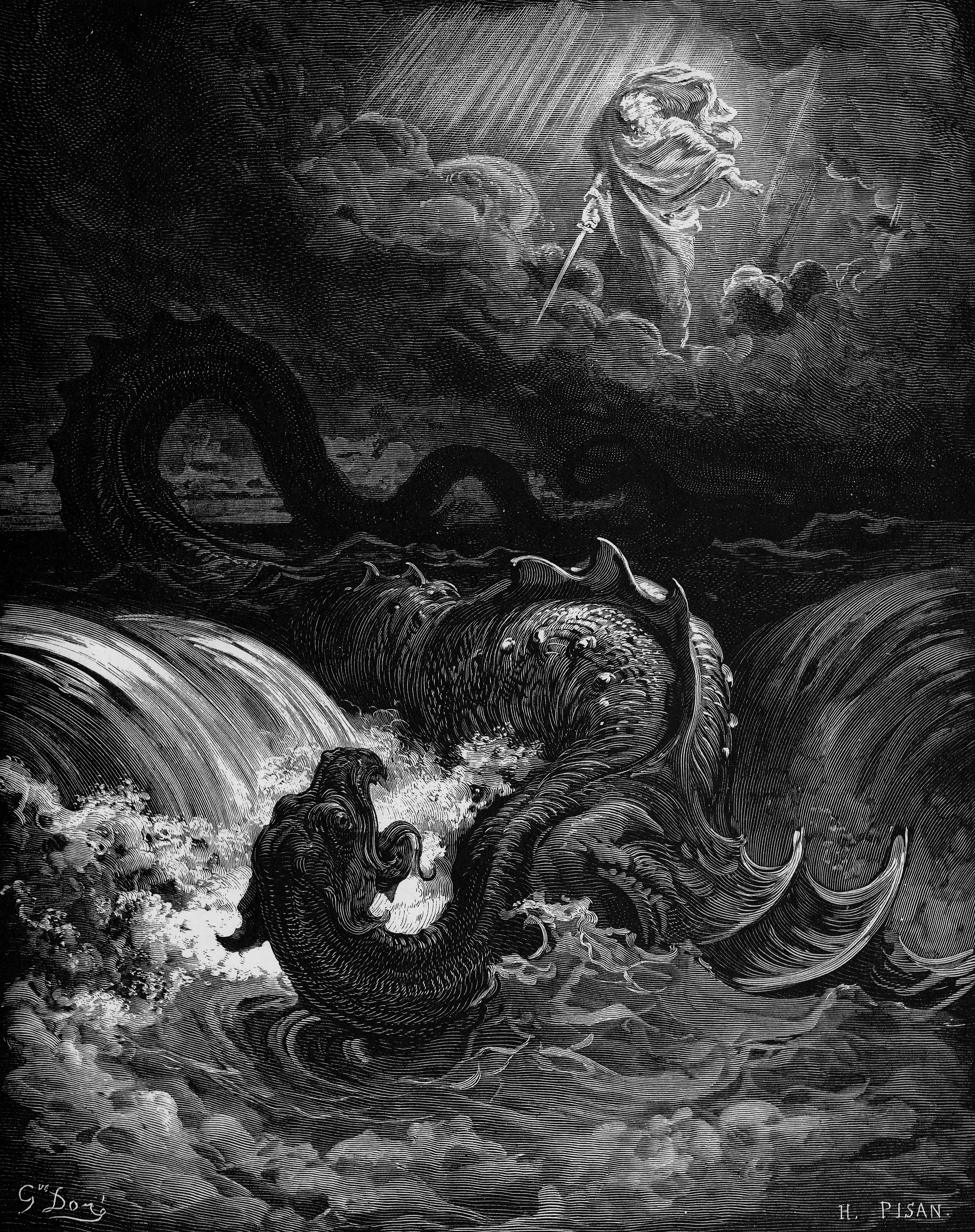
„Zničení Leviatana“ – rytina Gustave Doré z roku 1865

V 16. století se věřilo, že každý démon je nejsilnější v určitém období v roce.
- Belial v lednu
- Leviathan v únoru
- Satan v březnu
- Belphegor v dubnu
- Lucifer v květnu
- Berith v červnu
- Belzebub v červenci
- Astaroth v srpnu
- Thammuz v září
- Baal v říjnu
- Asmodai v listopadu
- Moloch v prosinci

Toto rozdělení má spíše astrologický základ, než religiózní.

## Klasifikace podle funkce
Dochovalo se několik rozdělení podle funkce, sepsaných v nemnoha grimoárech.

### Le Dragon Rouge (Velký Grimoár)
Stejně jako mnoho prací o mystickém životě, tak i Le Dragon Rouge (Rudý drak) vychází z krále Šalamouna a jeho kněží. Kniha byla publikována v r. 1517 Egypťanem Alibecekem. Nicméně však byla populárně přepisována ve Francii v 18. století. Grimoár popisuje detaily různých obyvatel pekla, a jejich moc, popisuje, jak jej navštívit a navázat s ním spojení a obdržet tak magickou sílu a splnit si svůj záměr. Démoni z pekla jsou rozděleni na tři různé vrstvy od generálů až po důstojníky. Nejlepší veterán, člen Le Dragon Rouge nosí onyxový kámen se znakem červeného draka v rudé sklovině.

### Pseudomonarchia Daemonum
Knihu Pseudomonarchia Daemonum napsal Johann Weyer. Jde o grimoár, který obsahuje seznam démonů a příslušné časy a rituály pro jejich vyvolání "ve jménu Boha, Ježíše a Ducha svatého". V této knize je to však mnohem zjednodušeněji než v níže citované knize Menší klíčky Šalamounovy. Tato kniha byla napsána okolo roku 1583, a obsahuje seznam šedesáti devíti démonů. Chybí démoni Vassago, Seir, Dantalion a Andromalius. Pseudomonarchia Daemonum démonům nepřisuzuje žádné znaky ani atributy. Weyer se nechal inspirovat jinými grimoáry, například od krále Šalamouna.

### Goetie
Nese podtitul Menší klíčky Šalamounovy a je to označení středověkého grimoáru ze 17. století a jedné z nejpopulárnějších knih démonologie. Tato magická příručka obsahuje popis a charakteristiku všech sedmdesáti dvou démonů Goetie. Jeho součástí je též komplexní návod pro evokaci jednotlivých uvedených démonů, jsou v něm vyobrazeny magické evokační kruhy, které evokatér k evokaci potřebuje kvůli ochraně před démon a vypsána všechna potřebná zaklínání. Je rovněž uvedeno, jak s jednotlivými démony jednat a jak vůči nim přistupovat. Toto dílo posloužilo coby vzor knize Johana Wiera Pseudomonarchia Daemonum. Kniha Goetie tvoří jednu ze čtyř dílů knihy Lemegetons. V češtině vydalo nakladatelství Vodnář a lóže OLDM, obě verze se obsahově liší, jejich srovnání je náročné, věnují se mu různí kritici na internetu. Verze OLDM připomíná spíše zdánlivě snahu reprodukovat grimoár z období novověku, ale některé úpravy, součásti a dodatky jsou (post)moderní – někdy je zjevná současná invence, jiné starší zavedené části postrádá a v celku nevytváří dojem ani snahy o rekonstrukci starého grimoáru. Verze Vodnáře postrádá některé archaické prvky, ale je zřejmě obsahem i vzhledem k přítomnosti dalších souvisejících textů, míněna jako kniha určená pro skutečnou současnou démonologickou praxi. Obě verze jsou problematické z hlediska kvality obsahu. Záměr publikace vydavatelství OLDM je nejasný, vzhledem i k dalším publikacím a doplňujícím textům ve vydání nakl. Vodnář, je vhodné se domnívat, že jde o prakticky zaměřenou démonologickou knihu. Obě verze mají ve vztahu k původnímu textu či textům tendenci k přijímání prvků z rozličných zdrojů v postmoderním duchu techniky koláže a vynechávání částí původních.
| 1. Král Bael 2. Vévoda Agares 3. Princ Vassago 4. Markýz Samigina 5. Děkan Marbas 6. Vévoda Valefar 7. Markýz Amon 8. Vévoda Barbatos 9. Král Paimon 10. Děkan Buer 11. Vévoda Gusion 12. Princ Sitri 13. Král Beleth 14. Markýz Leraje 15. Vévoda Eligos 16. Vévoda Zepar 17. Hrabě/Děkan Botis 18. Vévoda Bathin 19. Vévoda Sallos 20. Král Purson 21. Hrabě/Děkan Morax 22. Hrabě/Princ Ipos 23. Vévoda Aim 24. Markýz Naberius | 25. Hrabě/Děkan Glasya-Labolas 26. Vévoda Bune 27. Markýz/Hrabě Ronove 28. Vévoda Berith 29. Vévoda Astaroth 30. Markýz Forneus 31. Děkan Foras 32. Král Asmodeus 33. Princ/Děkan Gaap 34. Hrabě Furfur 35. Markýz Marchosias 36. Princ Stolas 37. Markýz Phenex 38. Hrabě Halphas 39. Děkan Malphas 40. Hrabě Raum 41. Vévoda Focalor 42. Vévoda Vepar 43. Markýz Sabnock 44. Markýz Shax 45. Král/Hrabě Vine 46. Hrabě Bifrons 47. Vévoda Uvall 48. Děkan Haagenti | 49. Vévoda Crocell 50. Knight Furcas 51. Král Balam 52. Vévoda Alloces 53. Děkan Caim 54. Vévoda/Hrabě Murmur 55. Princ Orobas 56. Vévoda Gremory 57. Děkan Ose 58. Děkan Amy 59. Markýz Orias 60. Vévoda Vapula 61. Král/Děkan Zagan 62. Děkan Volac 63. Markýz Andras 64. Vévoda Haures 65. Markýz Andrealphus 66. Markýz Cimejes 67. Vévoda Amdusias 68. Král Belial 69. Markýz Decarabia 70. Princ Seere 71. Vévoda Dantalion 72. Hrabě Andromalius |